# توماس باتلر
توماس باتلر (بالإنجليزية: Thomas Butler) (25 أبريل 1981 دبلن جمهورية أيرلندا - ) هو لاعب كرة قدم أيرلندي يلعب كلاعب وسط.

## مسيرته الكروية
لعب توماس باتلر خلال مسيرته الاحترافية مع 5 أندية في خمسة عشر موسمًا وسجل خلالها 11 هدفًا ضمن 214 مباراة. ولم يفز بأي موسم بالكأس أو بالدوري.
خاض توماس باتلر مسيرته مع نادي سندرلاند في موسم 1999–00 ليلعب معه خمسة مواسم، مشاركًا في 31 مباراة ولم يسجل أي هدف. ثم انتقل إلى نادي هارتلبول يونايتد في موسم 2004–05 ولمدة موسمين، حيث شارك في 37 مباراة سجل خلالها هدفين. لينتقل بعدها إلى نادي سوانزي سيتي في موسم 2006–07 ليلعب معه ستة مواسم، مشاركًا في 126 مباراة سجل خلالها 9 أهداف.

## روابط خارجية
- توماس باتلر على موقع قاعدة بيانات كرة القدم.إي يو (الإنجليزية)
- توماس باتلر على موقع ناشيونال فوتبول تيمز (الإنجليزية)
- توماس باتلر على موقع Soccerbase.com (لاعب) (الإنجليزية)
- توماس باتلر على موقع عالم كرة القدم.نت (الإنجليزية)